# 布氏焰脂鯉
布氏焰脂鯉，為輻鰭魚綱脂鯉目脂鯉亞目脂鯉科的其中一個種。分布於南美洲巴西東部及南部沿岸淡水流域，體長可達2.6公分，棲息在流動緩慢的溪流或沼澤，生活習性不明。